# プライステイカー
プライステイカーとは、完全競争となっている市場においての市場参加者を指す経済学用語。
プライステイカーとなっているならば、自由に価格設定を行うことができず、市場で決定される価格に対応して売買を行うこととなる。この場合においての価格というのは、市場においての需要と供給によって決定されている。企業が利益を増やすために高い値段で売ろうとしたならば、売っている企業はそこだけではなかった場合に客は他の企業で買おうと思うようになる。このために企業というのは売れるようにするためには自身の希望の価格とすることができず、他の企業と比較をした上での価格とすることになるわけである。
このようにして価格を設定することとなる企業や、その企業の客のことをプライステイカーと言う。客も価格を設定できないのは、客が企業に対して価格を下げるように求めても、同じ商品を価格を下げなくても購入する客が他に存在したならば、企業は高値で買ってくれる方の客に売るということになるためである。